# Federica Di Criscio
Federica Di Criscio (Lanciano, 12 maggio 1993) è una calciatrice italiana, difensore del Genoa.
Ha fatto parte della rosa della nazionale italiana che ha partecipato ai campionati europei nel 2013 e nel 2017, vestendo la maglia azzurra in 25 incontri ufficiali.

## Carriera

### Club
Federica Di Criscio cresce calcisticamente a Lanciano, giocando con le giovanili dello Spal Lanciano, unica ragazzina nella squadra, dal 1998 fino al 2005. Durante un torneo viene notata dai dirigenti del Girls Roseto, squadra femminile di Roseto degli Abruzzi in provincia di Teramo, che la ingaggia nel 2006. Con la squadra rosetana partecipa ai campionati di calcio a 8, ai tornei del campionato nazionale Primavera e in prima squadra a quelli di Serie C. Nello stesso periodo viene convocata alle selezioni per le giovanili della nazionale italiana. Nel 2008 il Cervia femminile le offre l'opportunità di fare un ulteriore salto di categoria, militando in Serie A2; Di Criscio, a soli 15 anni, accetta cambiando così regione.
Con il Cervia rimane fino al campionato 2008-2009 quando le viene proposto di fare un provino con il Bardolino Verona, società che in seno ad una profonda ristrutturazione cerca giovani giocatrici per rinnovare la rosa destinata ad essere nuovamente allenata da Renato Longega. Posta sotto contratto, dal 2010 inizia la sua avventura in Serie A ed alla UEFA Women's Champions League 2010-2011 rimanendo con la squadra veronese, sempre nelle posizioni di vertice.

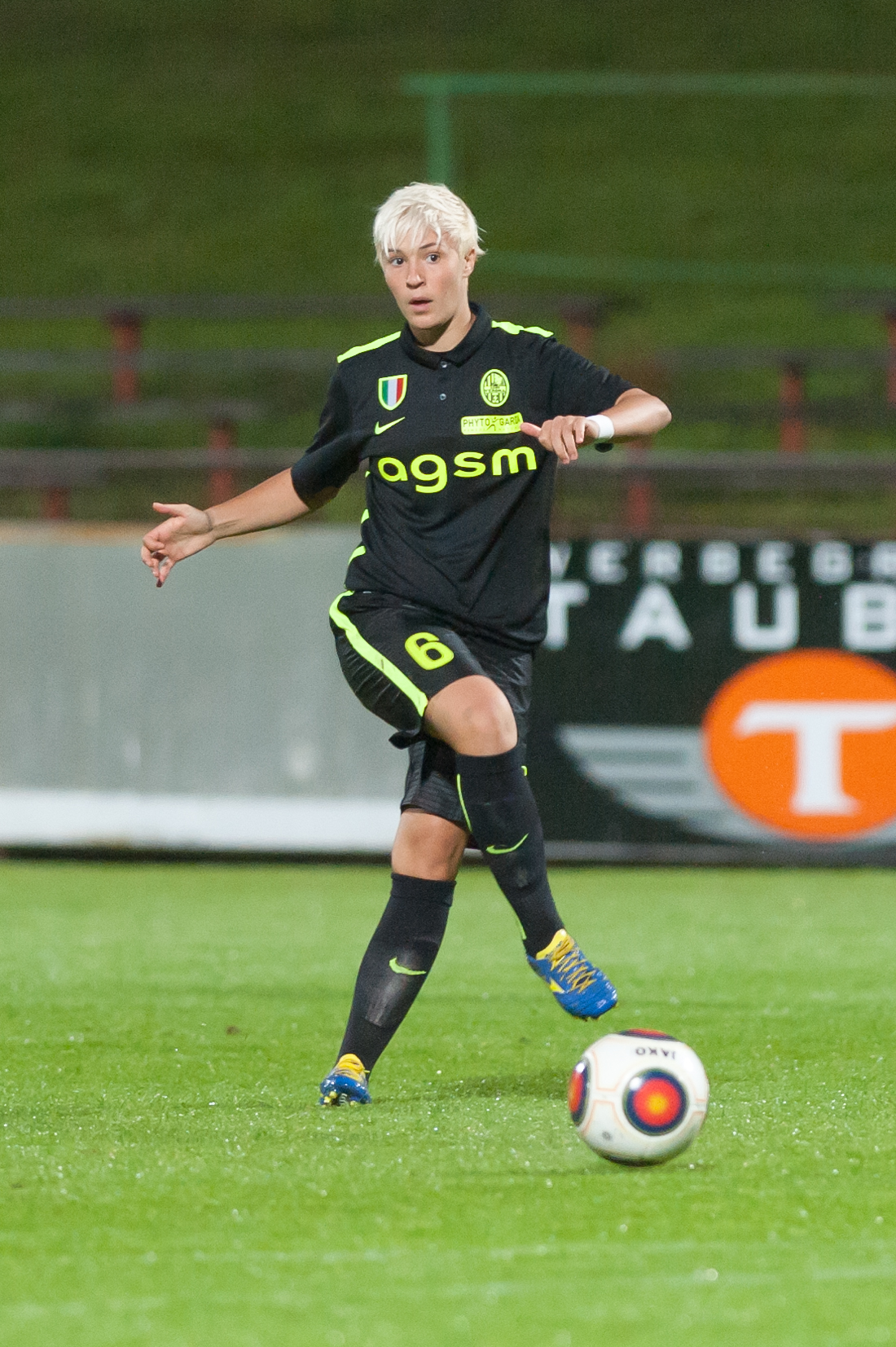
Di Criscio con la maglia dell' in Champions League nel 2015.

Alla sua quinta stagione (2014-2015) con la maglia gialloblu, con la società che nel frattempo ha cambiato denominazione in AGSM Verona, contribuisce a far raggiungere alla società posizioni di vertice nella classifica fin dalle prime giornate, ed al termine del campionato conquista il suo primo scudetto personale e il titolo di campione d'Italia.
Nell'estate 2017 viene ufficializzato il suo passaggio al Brescia per vestire la maglia delle leonesse dalla stagione entrante, continuando così a giocare in UEFA Women's Champions League. Con il Brescia ha giocato tutta la stagione, compreso lo spareggio per l'assegnazione dello scudetto, perso contro la Juventus, e tutte e quattro le partite giocate dal Brescia in Champions League. Al termine della stagione la società bresciana ha ceduto il titolo sportivo al Milan e tutte le calciatrici della rosa sono state svincolate.
Di Criscio si è, in seguito, trasferita alla neocostituita Roma, iscrittasi al campionato di Serie A per la stagione successiva. Con la società capitolina Di Criscio ha giocato per due stagioni consecutive, sebbene la stagione 2019-2020 sia stata contrassegnata da un infortunio al crociato anteriore destro, occorso l'8 dicembre 2019 nel corso della nona giornata di campionato contro l'Inter, che l'ha tenuta lontana dal campo nei mesi successivi. Al termine della stagione, Di Criscio non ha rinnovato il contratto con la Roma e si è trasferita al Napoli, neopromosso in Serie A.
Di Criscio ha giocato al Napoli per metà stagione vestendo la fascia di capitano, trasferendosi nel mese di gennaio 2021 per la prima volta all'estero, andando a giocare in Norvegia tra le file dell'Avaldsnes. Nel luglio 2021 è ritornata a giocare nel campionato italiano, passando alla Pink Sport Time, che era retrocessa in Serie B al termine della precedente stagione.
Dopo un'annata in Puglia, il 12 luglio 2022 Di Criscio si è unita ufficialmente alla neonata Ternana, in Serie B, che aveva da poco rilevato proprio il titolo sportivo della Pink Bari.
Il 3 agosto 2024 passa a titolo definitivo al Genoa, sempre in Serie B. Segna la sua prima rete con la maglia rossoblù nell'8-0 inferto alla Pavia Academy, il 22 settembre 2024, in campionato.

### Nazionale
Dal 2007 viene convocata alle selezioni per le giovanili della nazionale di calcio femminile italiana ma gioca la sua prima partita internazionale con la maglia azzurra della nazionale italiana Under-17 l'8 marzo del 2010, nella partita persa dall'Italia per 2 a 0 contro le Paesi Bassi nel secondo turno di qualificazione per i Campionati Europei di categoria 2010.
In seguito viene selezionata per la formazione Under-20 impegnata tra il 19 agosto e l'8 settembre al Mondiale di Giappone 2012. Con le Azzurrine disputa due dei tre incontri della fase a gironi, dove l'Italia, inserita nel gruppo B, riesce a pareggiare solo quello inaugurale, 1-1 con il Brasile, perdendo gli altri, 2-0 con la Corea del Sud e 4-0 con Nigeria, concludendolo all'ultimo posto venendo di conseguenza eliminata dal torneo.
Il commissario tecnico Antonio Cabrini la convoca nella nazionale maggiore nel raduno del luglio 2013 per farla esordire nel campionato europeo di quell'anno, chiamandola nuovamente nel gennaio 2014 in previsione di utilizzarla durante le qualificazioni al campionato mondiale di Canada 2015 dove l'Italia si gioca le possibilità di accedere alle fasi finali nel gruppo 2. Condivide con le compagne il percorso che vede le Azzurre concludere al secondo posto nel girone dietro alla Spagna, conseguenza dell'unico pareggio e dell'unica sconfitta con le iberiche, riuscendo comunque ad accedere ai play-off per l'ultimo posto disponibile. Superata l'Ucraina nel primo doppio confronto, deve infine cedere il posto ai Paesi Bassi per la sconfitta nell'ultimo incontro giocato allo stadio Marcantonio Bentegodi di Verona il 27 novembre 2014.
Cabrini continua a concederle fiducia convocandola nuovamente per le qualificazioni all'Europeo dei Paesi Bassi 2017, impiegandola brevemente negli incontri vinti dall'Italia il 7 giugno, 7-0 sulla Georgia, e il 16 settembre 2016, 3-0 sull'Irlanda del Nord. Ottenuta la qualificazione alla fase finale Di Criscio trova spazio, partendo titolare, solamente nell'incontro vinto 3-2 con la Svezia dove gioca tutti i 90 minuti dell'incontro.
Con l'avvicendamento sulla panchina della nazionale, affidata al nuovo tecnico Milena Bertolini dall'estate 2017, Di Criscio è stata convocata nel settembre 2017 in sostituzione dell'infortunata Alice Tortelli in occasione delle prime due gare dei gironi eliminatori validi per la qualificazioni al campionato mondiale 2019, senza, però, scendere in campo. Due mesi dopo è stata nuovamente convocata in nazionale, anche questa volta, in sostituzione dell'infortunata Valery Vigilucci e senza poi scendere in campo nelle due partite valide per le qualificazioni ai mondiali.

## Statistiche

### Presenze e reti nei club
Statistiche aggiornate al 19 maggio 2025.
| Stagione                              | Squadra                               | Campionato                            | Campionato | Campionato | Coppe nazionali | Coppe nazionali | Coppe nazionali | Coppe internazionali | Coppe internazionali | Coppe internazionali | Altre coppe | Altre coppe | Altre coppe | Totale | Totale |
| Stagione                              | Squadra                               | Comp                                  | Pres       | Reti       | Comp            | Pres            | Reti            | Comp                 | Pres                 | Reti                 | Comp        | Pres        | Reti        | Pres   | Reti   |
| ------------------------------------- | ------------------------------------- | ------------------------------------- | ---------- | ---------- | --------------- | --------------- | --------------- | -------------------- | -------------------- | -------------------- | ----------- | ----------- | ----------- | ------ | ------ |
| 2006-2007                             | Girls Roseto                          | B                                     | ?          | ?          | CI              | ?               | ?               |                      | -                    | -                    |             | -           | -           | ?      | ?      |
| 2007-2008                             | Girls Roseto                          | C                                     | ?          | ?          | -               | -               | -               |                      | -                    | -                    |             | -           | -           | ?      | ?      |
| Totale Girls Roseto                   | Totale Girls Roseto                   | Totale Girls Roseto                   | ?          | ?          |                 | ?               | ?               |                      | -                    | -                    | -           | -           | -           | ?      | ?      |
| 2008-2009                             | Cervia                                | A2                                    | ?          | ?          | CI              | ?               | ?               |                      | -                    | -                    |             | -           | -           | ?      | ?      |
| 2009-2010                             | Cervia                                | A2                                    | 19         | 3          | CI              | ?               | ?               |                      | -                    | -                    |             | -           | -           | 19+    | 3+     |
| Totale Cervia                         | Totale Cervia                         | Totale Cervia                         | 19+        | 3+         |                 | ?               | ?               |                      | -                    | -                    | -           | -           | -           | 19+    | 3+     |
| 2010-2011                             | Bardolino Verona / AGSM Verona        | A                                     | 23         | 1          | CI              | ?               | ?               | UWCL                 | 5                    | 2                    |             | -           | -           | 28+    | 3+     |
| 2011-2012                             | Bardolino Verona / AGSM Verona        | A                                     | 25         | 2          | CI              | ?               | ?               |                      | -                    | -                    |             | -           | -           | 25+    | 2+     |
| 2012-2013                             | Bardolino Verona / AGSM Verona        | A                                     | 26         | 5          | CI              | ?               | ?               | UWCL                 | 4                    | 0                    |             | -           | -           | 30+    | 5+     |
| 2013-2014                             | Bardolino Verona / AGSM Verona        | A                                     | 28         | 1          | CI              | ?               | ?               |                      | -                    | -                    |             | -           | -           | 28+    | 1+     |
| 2014-2015                             | Bardolino Verona / AGSM Verona        | A                                     | 23         | 5          | CI              | 3               | 1               |                      | -                    | -                    |             | -           | -           | 26     | 6      |
| 2015-2016                             | Bardolino Verona / AGSM Verona        | A                                     | 20         | 1          | CI              | 4               | 1               | UWCL                 | 3                    | 0                    | SI          | 1           | 0           | 28     | 2      |
| 2016-2017                             | Bardolino Verona / AGSM Verona        | A                                     | 20         | 2          | CI              | 3               | 0               | UWCL                 | 2                    | 0                    | SI          | 1           | 0           | 26     | 2      |
| Totale Bardolino Verona / AGSM Verona | Totale Bardolino Verona / AGSM Verona | Totale Bardolino Verona / AGSM Verona | 165        | 17         |                 | 10+             | 2+              |                      | 14                   | 2                    |             | 2           | 0           | 191+   | 21+    |
| 2017-2018                             | Brescia                               | A                                     | 18+1       | 1          | CI              | 5               | 0               | UWCL                 | 4                    | 0                    | SI          | 1           | 0           | 29     | 1      |
| 2018-2019                             | Roma                                  | A                                     | 15         | 2          | CI              | 3               | 0               |                      | -                    | -                    |             | -           | -           | 18     | 2      |
| 2019-2020                             | Roma                                  | A                                     | 7          | 0          | CI              | -               | -               |                      | -                    | -                    |             | -           | -           | 7      | 0      |
| Totale Roma                           | Totale Roma                           | Totale Roma                           | 22         | 2          |                 | 3               | 0               |                      | -                    | -                    |             | -           | -           | 25     | 2      |
| 2020-gen. 2021                        | Napoli                                | A                                     | 8          | 0          | CI              | 0               | 0               |                      | -                    | -                    |             | -           | -           | 8      | 0      |
| gen.-giu. 2021                        | Avaldsnes                             | TS                                    | ?          | ?          | CN              | ?               | ?               |                      | -                    | -                    |             | -           | -           | ?      | ?      |
| 2021-2022                             | Pink Sport Time                       | B                                     | 24         | 1          | CI              | ?               | ?               |                      | -                    | -                    |             | -           | -           | 24+    | 1+     |
| 2022-2023                             | Ternana                               | B                                     | 30         | 3          | CI              | 2               | 0               |                      | -                    | -                    |             | -           | -           | 32     | 3      |
| 2023-2024                             | Ternana                               | B                                     | 30+2       | 2          | CI              | 2               | 0               |                      | -                    | -                    |             | -           | -           | 34     | 3      |
| Totale Ternana                        | Totale Ternana                        | Totale Ternana                        | 60+2       | 5          |                 | 4               | 0               |                      | -                    | -                    |             | -           | -           | 66     | 5      |
| 2024-2025                             | Genoa                                 | B                                     | 19         | 3          | CI              | 1               | 0               |                      | -                    | -                    |             | -           | -           | 20     | 3      |
| 2025-2026                             | Genoa                                 | A                                     | -          | -          | CI              | -               | -               |                      | -                    | -                    | AWC         | -           | -           | -      | -      |
| Totale Genoa                          | Totale Genoa                          | Totale Genoa                          | 19         | 3          |                 | 1               | 0               |                      | -                    | -                    |             | -           | -           | 20     | 3      |
| Totale carriera                       | Totale carriera                       | Totale carriera                       | 338+       | 32+        |                 | 23+             | 2+              |                      | 18                   | 2                    |             | 3           | 0           | 382+   | 36+    |

### Cronologia presenze e reti in nazionale
| Cronologia completa delle presenze e delle reti in nazionale ― Italia | Cronologia completa delle presenze e delle reti in nazionale ― Italia | Cronologia completa delle presenze e delle reti in nazionale ― Italia | Cronologia completa delle presenze e delle reti in nazionale ― Italia | Cronologia completa delle presenze e delle reti in nazionale ― Italia | Cronologia completa delle presenze e delle reti in nazionale ― Italia | Cronologia completa delle presenze e delle reti in nazionale ― Italia | Cronologia completa delle presenze e delle reti in nazionale ― Italia |
| Data                                                                  | Città                                                                 | In casa                                                               | Risultato                                                             | Ospiti                                                                | Competizione                                                          | Reti                                                                  | Note                                                                  |
| --------------------------------------------------------------------- | --------------------------------------------------------------------- | --------------------------------------------------------------------- | --------------------------------------------------------------------- | --------------------------------------------------------------------- | --------------------------------------------------------------------- | --------------------------------------------------------------------- | --------------------------------------------------------------------- |
| 6-3-2013                                                              | Nicosia                                                               | Inghilterra                                                           | 4 – 2                                                                 | Italia                                                                | Cyprus Cup 2013                                                       | -                                                                     | 77’                                                                   |
| 8-3-2013                                                              | Larnaca                                                               | Nuova Zelanda                                                         | 2 – 0                                                                 | Italia                                                                | Cyprus Cup 2013                                                       | -                                                                     |                                                                       |
| 7-4-2013                                                              | Sankt Veit an der Glan                                                | Austria                                                               | 1 – 3                                                                 | Italia                                                                | Amichevole                                                            | -                                                                     |                                                                       |
| 21-7-2013                                                             | Växjö                                                                 | Italia                                                                | 0 – 1                                                                 | Germania                                                              | Euro 2013 - Quarti di finale                                          | -                                                                     | 70’                                                                   |
| 20-9-2013                                                             | Tallinn                                                               | Estonia                                                               | 1 – 5                                                                 | Italia                                                                | Qual. Mondiali 2015                                                   | -                                                                     |                                                                       |
| 5-3-2014                                                              | Larnaca                                                               | Inghilterra                                                           | 2 – 0                                                                 | Italia                                                                | Cyprus Cup 2014                                                       | -                                                                     |                                                                       |
| 10-3-2014                                                             | Larnaca                                                               | Italia                                                                | 1 – 1                                                                 | Finlandia                                                             | Cyprus Cup 2014                                                       | -                                                                     |                                                                       |
| 12-3-2014                                                             | Paralimni                                                             | Australia                                                             | 5 – 2                                                                 | Italia                                                                | Cyprus Cup 2014 - Finale 7º posto                                     | -                                                                     | 46’                                                                   |
| 10-4-2014                                                             | Cluj-Napoca                                                           | Romania                                                               | 1 – 2                                                                 | Italia                                                                | Qual. Mondiali 2015                                                   | -                                                                     |                                                                       |
| 13-9-2014                                                             | Vercelli                                                              | Italia                                                                | 4 – 0                                                                 | Estonia                                                               | Qual. Mondiali 2015                                                   | -                                                                     | 69’                                                                   |
| 17-9-2014                                                             | Vercelli                                                              | Italia                                                                | 15 – 0                                                                | Macedonia                                                             | Qual. Mondiali 2015                                                   | -                                                                     |                                                                       |
| 25-10-2014                                                            | Rieti                                                                 | Italia                                                                | 2 – 1                                                                 | Ucraina                                                               | Qual. Mondiali 2015 - Play-off                                        | -                                                                     | 46’                                                                   |
| 29-10-2014                                                            | Leopoli                                                               | Ucraina                                                               | 2 – 2                                                                 | Italia                                                                | Qual. Mondiali 2015 - Play-off                                        | -                                                                     |                                                                       |
| 4-3-2015                                                              | Nicosia                                                               | Corea del Sud                                                         | 1 – 2                                                                 | Italia                                                                | Cyprus Cup 2015                                                       | -                                                                     |                                                                       |
| 6-3-2015                                                              | Larnaca                                                               | Italia                                                                | 3 – 2                                                                 | Scozia                                                                | Cyprus Cup 2015                                                       | -                                                                     | 70’                                                                   |
| 9-3-2015                                                              | Larnaca                                                               | Italia                                                                | 0 – 1                                                                 | Canada                                                                | Cyprus Cup 2015                                                       | -                                                                     |                                                                       |
| 11-3-2015                                                             | Larnaca                                                               | Italia                                                                | 2 – 3                                                                 | Messico                                                               | Cyprus Cup 2015 - Finale 3º posto                                     | -                                                                     | 46’                                                                   |
| 4-3-2016                                                              | Larnaca                                                               | Italia                                                                | 1 – 1                                                                 | Irlanda                                                               | Cyprus Cup 2016                                                       | -                                                                     |                                                                       |
| 7-3-2016                                                              | Larnaca                                                               | Italia                                                                | 0 – 0                                                                 | Austria                                                               | Cyprus Cup 2016                                                       | -                                                                     |                                                                       |
| 7-3-2016                                                              | Larnaca                                                               | Italia                                                                | 3 – 1                                                                 | Rep. Ceca                                                             | Cyprus Cup 2016                                                       | -                                                                     |                                                                       |
| 7-6-2016                                                              | Gori                                                                  | Georgia                                                               | 0 – 7                                                                 | Italia                                                                | Qual. Euro 2017                                                       | -                                                                     | 65’                                                                   |
| 16-6-2016                                                             | Lurgan                                                                | Irlanda del Nord                                                      | 0 – 3                                                                 | Italia                                                                | Qual. Euro 2017                                                       | -                                                                     | 78’                                                                   |
| 6-3-2017                                                              | Larnaca                                                               | Svizzera                                                              | 6 – 0                                                                 | Italia                                                                | Cyprus Cup 2017                                                       | -                                                                     |                                                                       |
| 8-3-2017                                                              | Larnaca                                                               | Italia                                                                | 6 – 2                                                                 | Rep. Ceca                                                             | Cyprus Cup 2017                                                       | -                                                                     |                                                                       |
| 25-7-2017                                                             | Doetinchem                                                            | Italia                                                                | 3 – 2                                                                 | Svezia                                                                | Euro 2017 - Fase a gironi                                             | -                                                                     |                                                                       |
| Totale                                                                |                                                                       | Presenze                                                              | 25                                                                    |                                                                       | Reti                                                                  | 0                                                                     |                                                                       |

## Palmarès
- Campionato italiano: 1

AGSM Verona: 2014-2015
- Supercoppa italiana: 1

Brescia: 2017